# Румунська греко-католицька церква
Руму́нська гре́ко-католи́цька це́рква (лат. Ecclesiae Graecae Catholico Romaniae; рум. Biserica Greco-Catolică Română), офіційно Руму́нська це́рква, з'є́днана з Ри́мом, Гре́ко-католи́цька (рум. Biserica Română Unită cu Roma, Greco-Catolică), яку іноді називають, посилаючись на її візантійський обряд, Руму́нською візанті́йською католи́цькою це́рквою (лат. Byzantinum Ecclesia Catholico Romaniae; рум. Biserica Catolică Bizantină Română) — східно-католицьке верховне архієпископство sui juris, яке знаходиться в повному євхаристійному спілкуванні з Латинською церквою, так і з 22 іншими східно-католицькими церквами, утворюючи разом Католицьку церкву. Кардинал Лучан Мурешан, архієпископ Фагараш і Альба Юлія, служить главою Румунської греко-католицької церкви з 1994 року. 16 грудня 2005 року, будучи Румунською церквою, об'єднаною з Римом, греко-католицька церква була піднесена до рангу Верховного архієпископства Папою Римським Бенедиктом XVI, а Лучан Мурешан став її першим Верховним архієпископом.
Окрім Архіпархії Фуґраш і Альба Юлія, у Румунії є ще п'ять греко-католицьких єпархій (Єпархія Орадя-Маре, Єпархія Клуж-Герла, Єпархія Лугой, Єпархія Марамуреша та Єпархія Святого Василія Великого Бухарестського), а також одна заморська єпархія, Румунська католицька єпархія Святого Георгія в Кантоні, відповідаюча безпосередньо перед Святим Престолом в Сполучених Штатах Америки та Канаді.
Згідно з даними, опублікованими в Annuario Pontificio 2016 р., Румунська греко-католицька церква на кінець 2012 р. налічувала 504 280 членів, 8 єпископів, 1225 парафій, близько 835 єпархіальних священиків та 235 семінаристів. Урядовий перепис населення, кількість його послідовників, що мешкали в Румунії, становила 150 593, з яких 124 563 — етнічні румуни. Суперечка щодо цієї цифри згадується у звіті Держдепартаменту США про релігійну свободу в Румунії.
Крім того, в Румунії є ще п'ять католицьких єпархій, що належать до Латинської церкви, члени якої є більш численними.

## Історія
Після завоювання Габсбургами Трансильванії в 1687 р. Митрополит Атанасій Ангель вступив у повне спілкування з Святим Престолом через Акт унії 1698 р., який був офіційно оформлений синодом єпископів 4 вересня 1700 р.
Вступивши до Унії, Атанасій та інші єпископи, разом із відповідними єпархіями, прийняли верховну владу Папи Римського, одночасно отримавши право зберігати власний візантійський літургійний обряд. Дипломом, виданим імператором Леопольдом I, було проголошено, що Румунська православна церква Трансильванії є однією з Католицькою церквою. Тому трансильванським румунам пропонувалося прийняти католицизм і приєднатися до новоствореної греко-католицької церкви, маючи можливість зберегти візантійський обряд, якщо одночасно вони прийняли чотири доктринальних зауваження, проголошені Флорентійським собором (1431 і 1445): верховна влада Папи Римського над усією церквою; існування Чистилища; положення Filioque; і обґрунтованість використання прісного хліба під час Євхаристії в Латинській Церкві (східні православні стверджували, що латинське вживання прісного хліба було помилковим).
Крок, здійснений митрополитом Атанасіем Ангелем та його Священним Синодом, домігся для етнічних румунів Трансильванії (на той час частиною Габсбурзької монархії) рівних прав з іншими трансильванськими державами, які входили до складу Unio Trium Nationum: угорська знать, Трансильванські сакси та Секелі. Ця подія збіглася з приїздом єзуїтів у Трансильванію, які намагалися прирівняти цю провінцію до Західної Європи. Однак більшість румунів не бажали навернутися, і це, в свою чергу, призвело до формування румунських православних рухів, які виступали за свободу віросповідання для всього населення Трансильванії — найбільш помітними були рухи, очолювані Вісаріоном Сараєм, Ніколае Опреа Міклаушем та Софроні з Чооара, під впливом домінуючої сербської церкви.
У 1721 р. Єпископська резиденція була перенесена з Альби-Юлії до Фаґераша, а зрештою — до Блажа (1737 р.) Після цієї зміни Блаж став центром навчання та національного пробудження для всіх румунів.

У 1761 році Петру Павло Арон (1709–1764), єпископ Фагарашський, глава Румунської греко-католицької церкви, переклав Біблію Вульгату на румунську мову. Хоча румунські православні до 1863 року зберігали церковнослов'янську мову як офіційну богослужбову мову, Румунська церква, об'єднана з Римом, використовувала румунську народну мову з моменту свого створення. У XIX столітті, в той час, коли угорський уряд проводив політику мадяризації в Трансильванії, Румунська греко-католицька церква за допомогою Трансильванської школи (Școala Ardeleană) та Трансильванського меморандуму відіграла помітну роль у протистоянні етнічній приналежності. спроби асиміляції. Більше того, багато провідних діячів румунського руху за емансипацію в Трансильванії, такі як Сіміон Барнушіу та Юліу Маніу, розпочали свою кар'єру як непрофесійні слуги греко-католицької церкви.

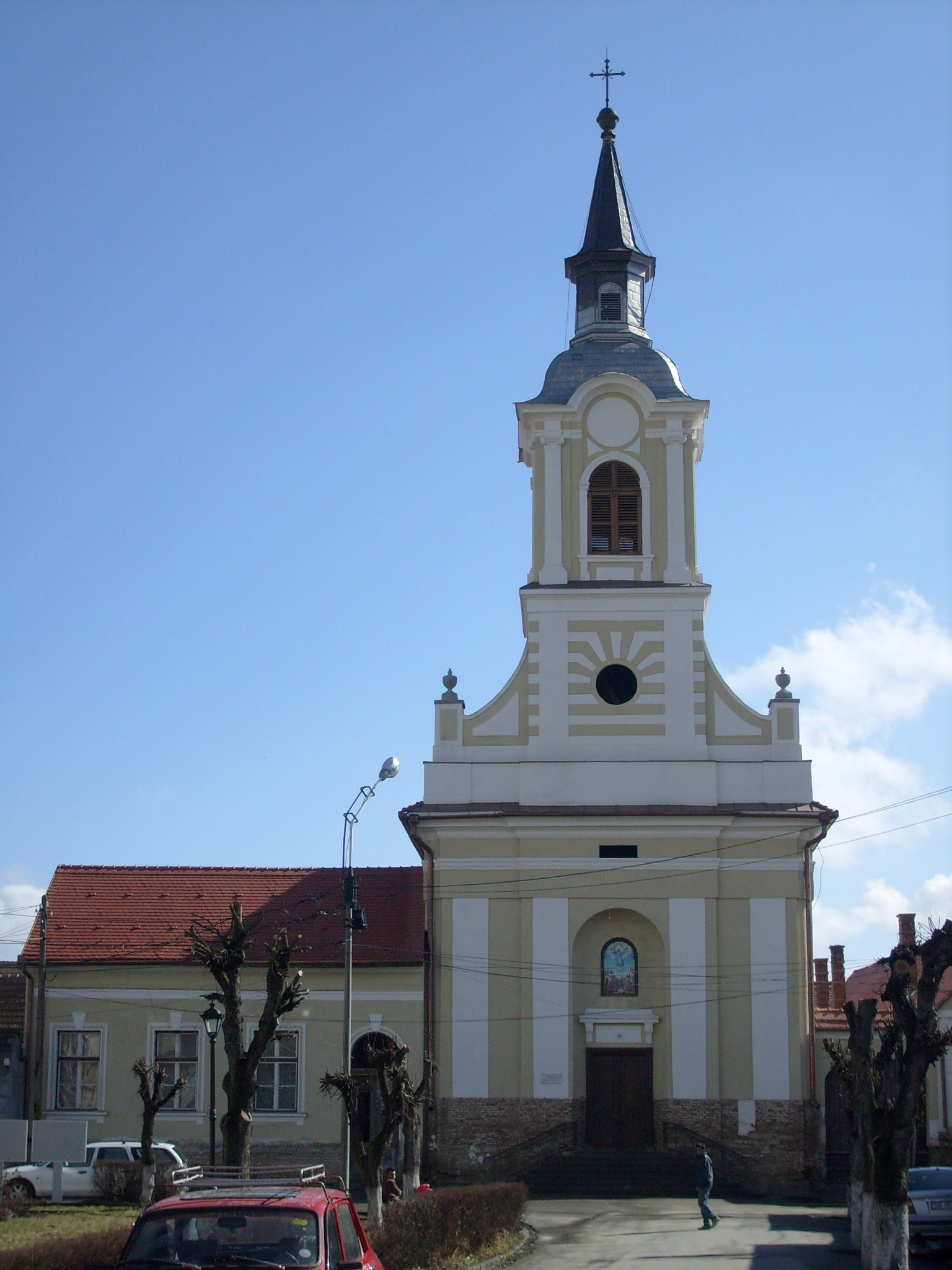
Греко-католицька церква в Медіаш, побудована єпископом Іваном Бобом

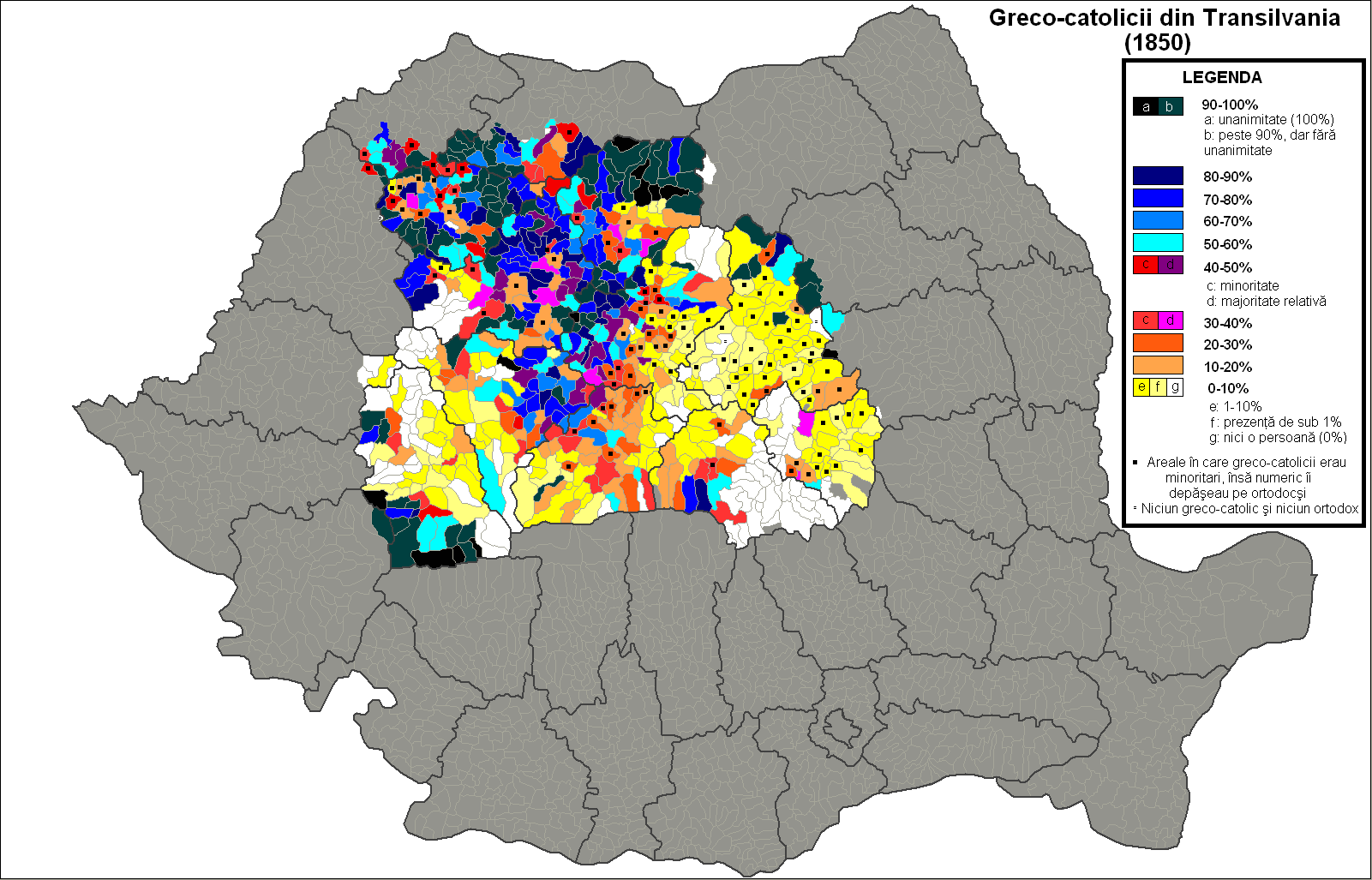
Греко-католики в Трансильванії (перепис 1850 р.)

Зрештою в Орадеї (1777), а також Герлі та Лугожі (1853) були створені додаткові греко-католицькі єпархії; Блаж під титулом єпархії Альба-Юлія та Фаґераш став митрополитом (тобто Архієпископським) Престолом. 16 грудня 2005 року Румунська греко-католицька церква була зведена до рангу майора Архієпископської церкви.

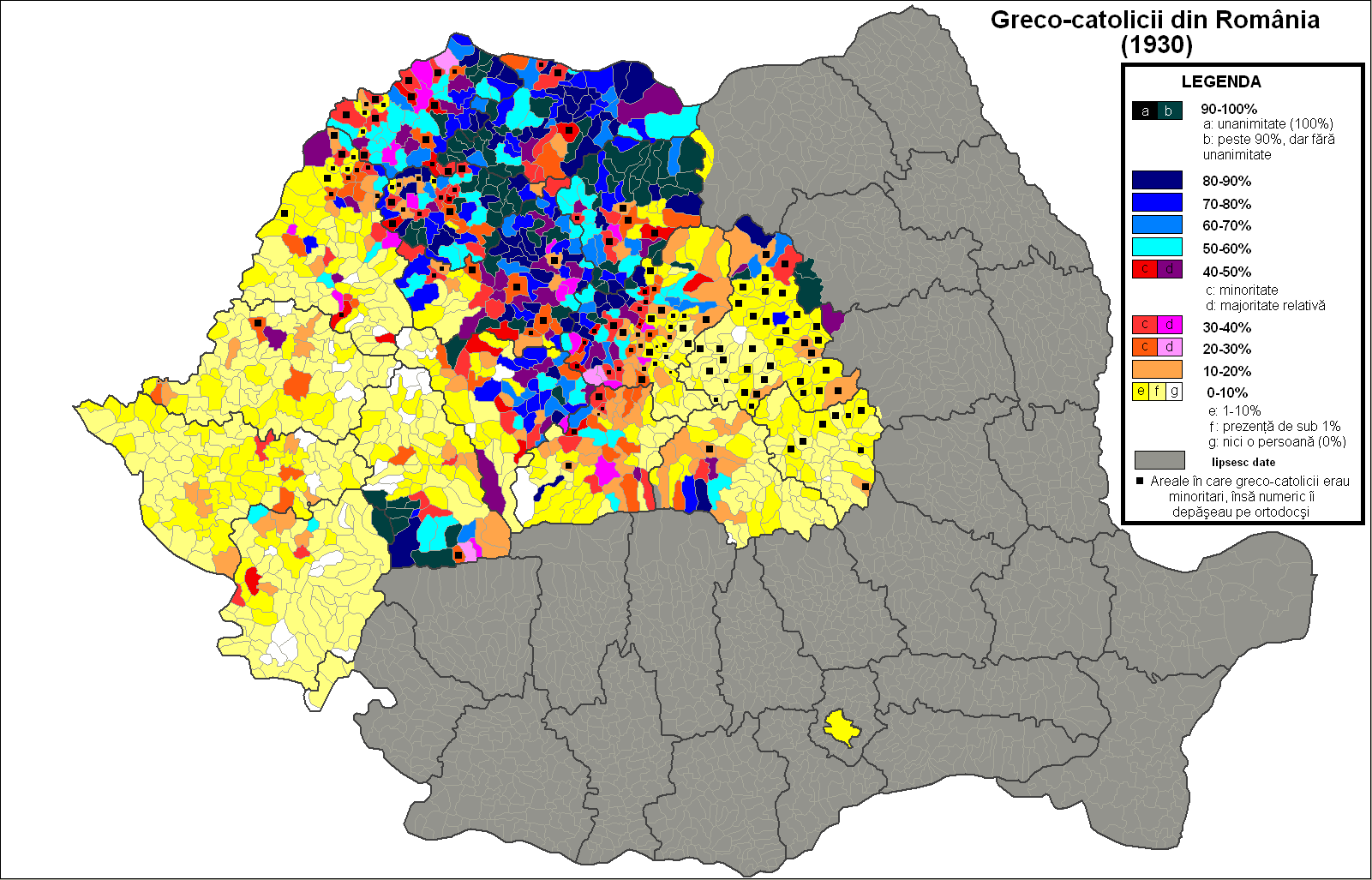
Греко-католики в Банаті, Крішані, Марамуреші та Трансильванії (перепис населення 1930 р.)

### XX століття

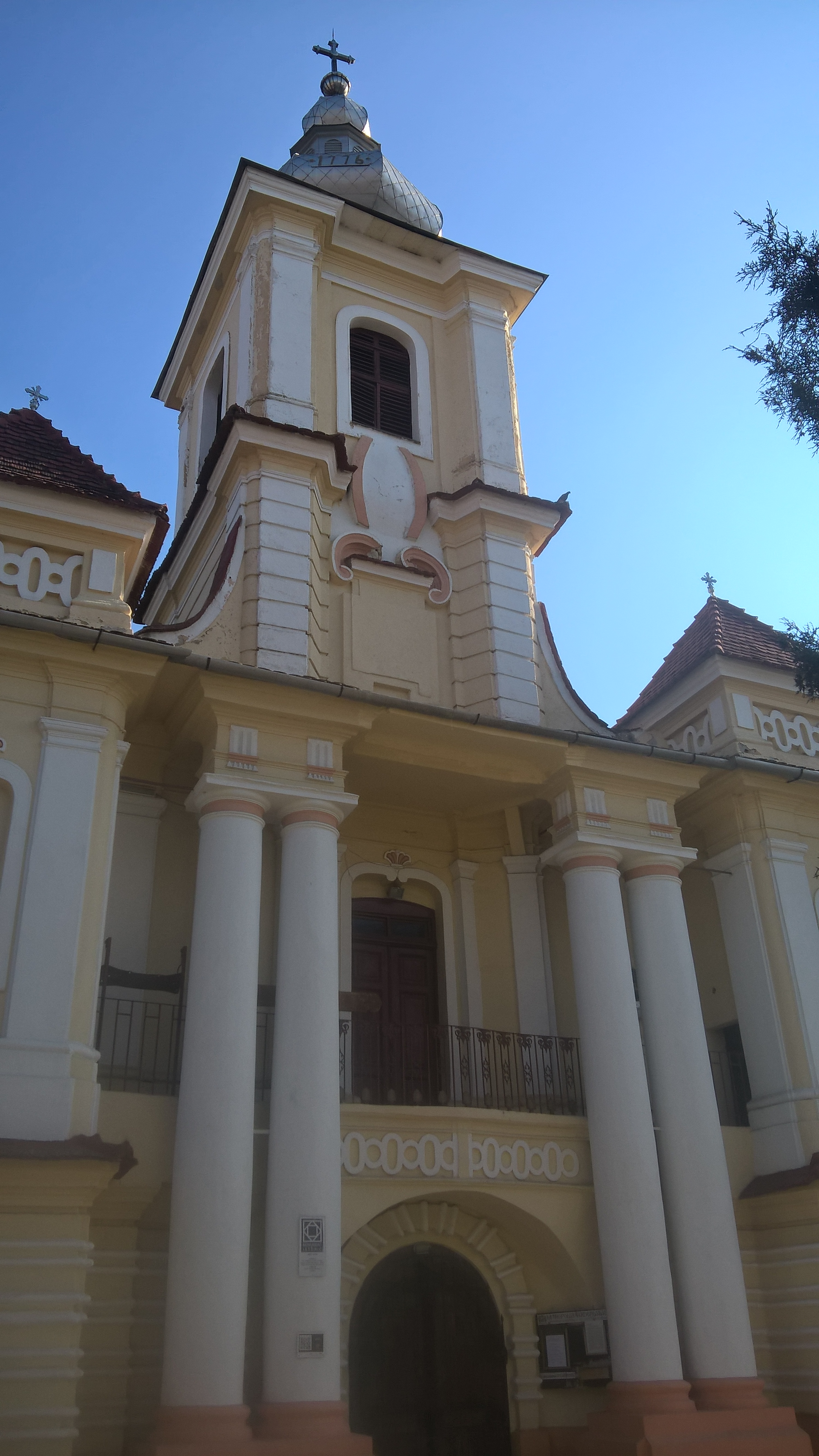
Колишня греко-католицька церква в Сібіу, побудована єпископом Григоре Майором

Прийнявши політичну владу в 1948 р., комуністичний режим, вкорінений у марксистсько-ленінському атеїзмі, скинув усіх 12 єпископів греко-католицької церкви за наказом Сталіна. Більше того, 21 жовтня 1948 р., у 250-річчя Румунської греко-католицької унії з Католицькою церквою, режим домовився про «добровільну» та «спонтанну» передачу всіх членів Греко-католицької церкви (указ 358/1948 ), що налічувала близько 1 500 000 до Румунської православної церкви; крім того, права власності на багато володінь Румунської греко-католицької церкви, включаючи чотири її собори, були передані Румунській православній церкві, тоді як решта цих об'єктів була конфіскована державою.
Греко-католицькі єпископи, разом із багатьма їх священиками, були звинувачені нещодавно встановленою комуністичною владою у «антидемократичній діяльності». Відмовившись відмовитися від зв'язків із «реакційним» Святим Престолом, вони потрапили до в'язниці. Приблизно в той же час православна церква «очищалася» від священиків, ворожих комуністичному режиму. Після цієї чистки православна ієрархія підтримувала добрі стосунки з комуністичною владою протягом решти часу комуністичного правління Румунії.

Клужський єпископ Юліу Хоссу відхилив пропозицію румунського православного патріарха Юстиніана Марини перейти в православ'я та бути призначеним православним архієпископом Яссі та митрополитом Молдови, і таким чином стати офіційним наступником самого православного румунського патріарха. Отже, Хоссу залишався під домашнім арештом. Рік за роком він надсилав меморандуми президентові республіки з проханням дотримуватись законів та міжнародних угод країни щодо Румунської греко-католицької церкви. У 1969 р. Папа Павло VI попросив Хоссу прийняти призначення до кардиналату. Оскільки Хоссу неохоче залишав свій народ, Папа створив йому кардинала лише «in pectore», тобто без публікації факту, який був виявлений лише 5 березня 1973 р., через три роки після смерті єпископа Хоссу.

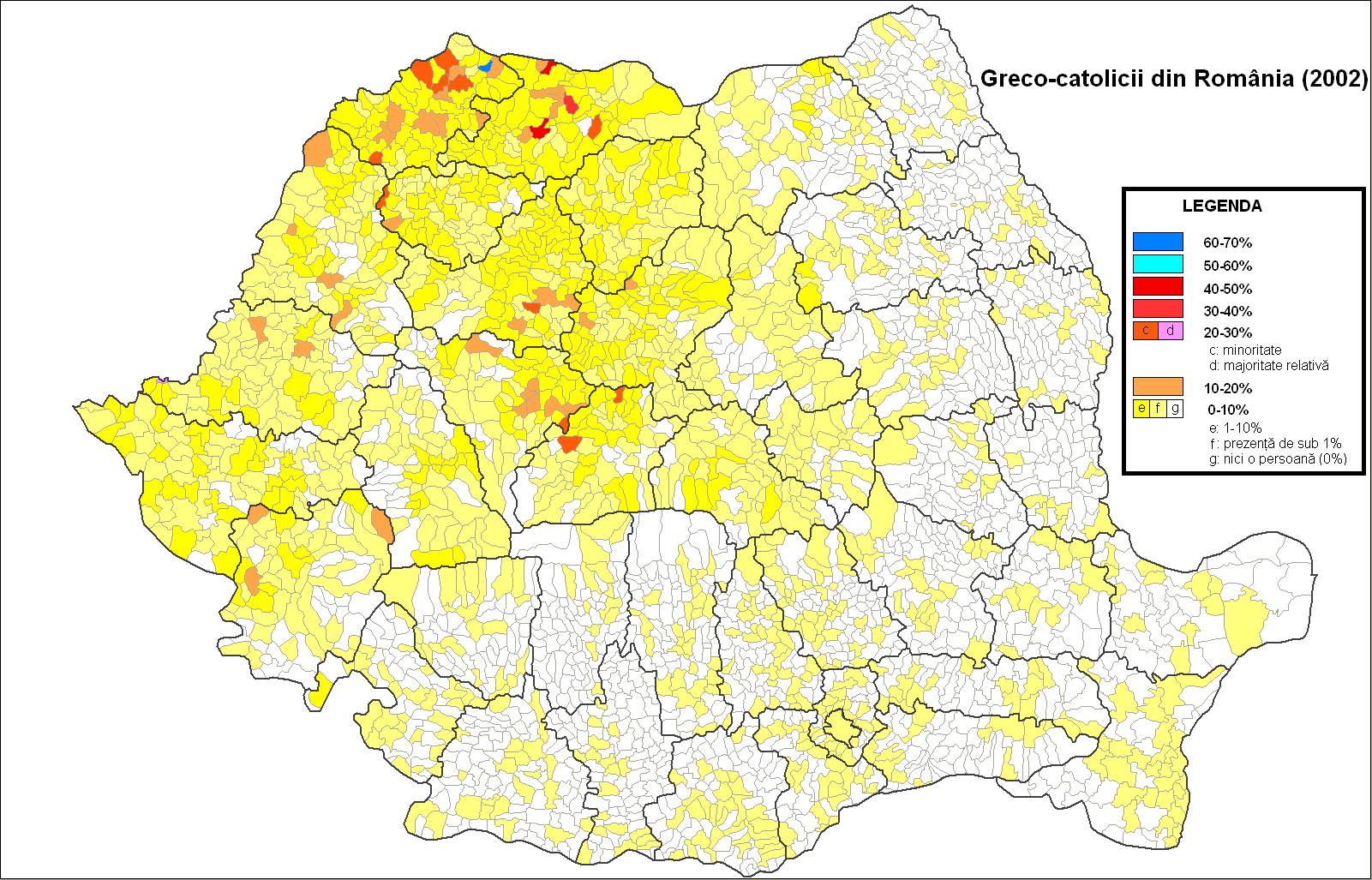
Греко-католики в Румунії (перепис 2002)

Ще одним чудовим румунським греко-католицьким церковним діячем того часу був Александру Тодея (1912–2002). Таємно (in pectore), висвячений на титульного єпископа 19 листопада 1950 року, він був заарештований, а наступного року отримав довічне ув'язнення. Він отримав амністію в 1964 р. 14 березня 1990 р., після падіння комуністичного режиму, він був призначений архієпископом Фаґераш і Альба Юлія, а наступного року був призначений кардиналом.
Після більш ніж 40 років підпільного існування, Румунська греко-католицька церква знову з’явилася публічно на хвилі Румунської революції. Нормативний акт 9/31, прийнятий 31 грудня 1989 р., скасував Декрет 358/1948 (який визнав греко-католицьку церкву поза законом) непристойним та завдав серйозних ушкоджень румунській державі.

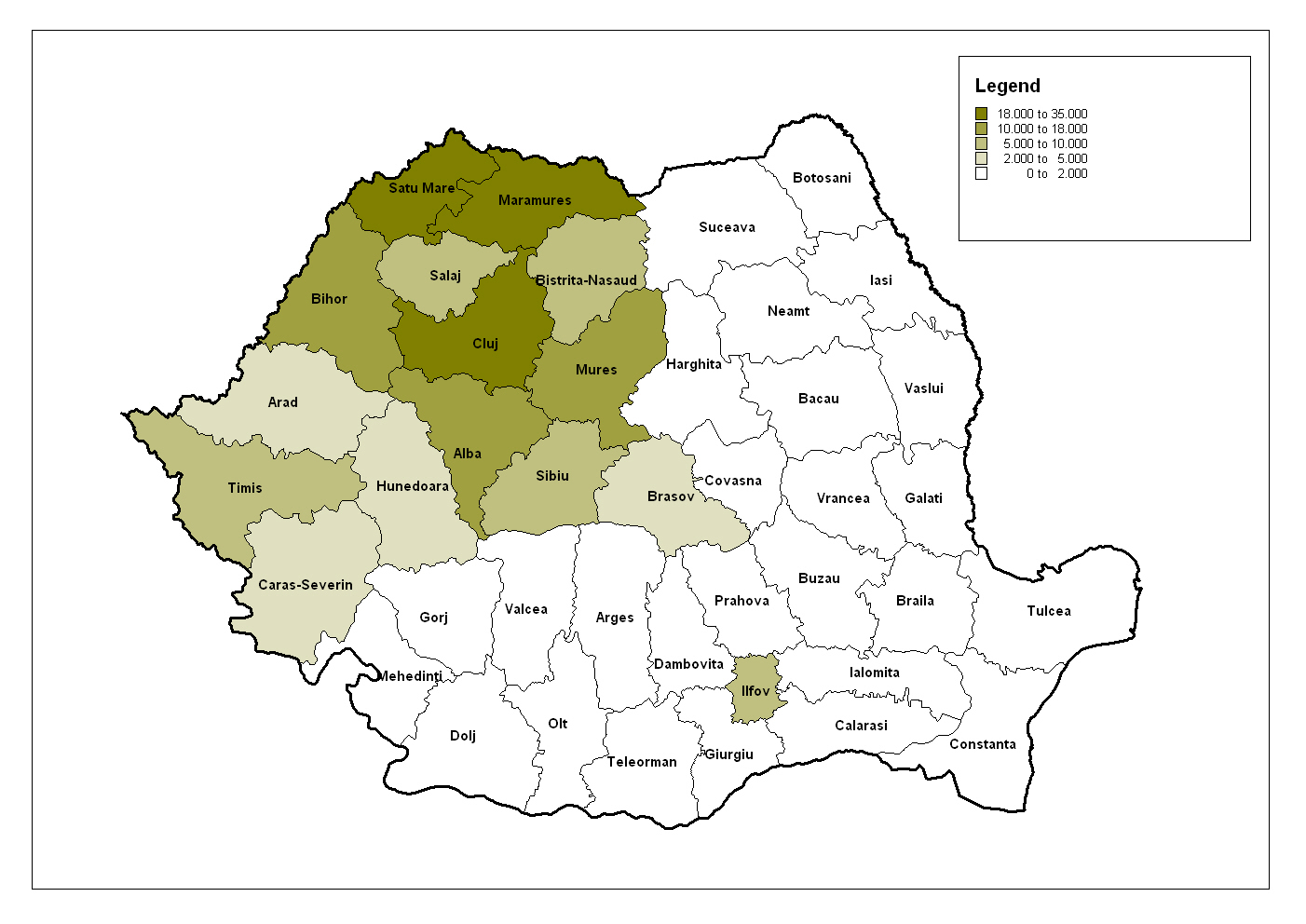
Греко-католицька присутність, згідно з переписом 2002 року

Лише після тривалих боротьб та значних затримок частина власності Церкви, зокрема собори Клуж, Блаж, Лугож та Орадя, були відновлені до законного власника. Однак значна частина оригінального майна залишається в руках румунських православних чи урядів, оскільки переслідування, розпочате у 1948 році, призвело до помітного зменшення кількості румунських віруючих греко-католиків. Після 40 років комуністичного правління та примусової асиміляції до схваленої режимом православної церкви численні румунські колиски греко-католиків залишилися в Румунській православній церкві, принаймні на папері. Інші греко-католицькі румуни перейшли до Латинскої католицької церкви і зараз становлять другу за чисельністю групу в цій конфесії після угорців. Румунська католицька церква, об'єднана з Римом, все ще переживає процес відновлення від ран, завданих комуністичними правителями, та примусове злиття.

#### Майнові питання з часів падіння комунізму
Після падіння комунізму церковні лідери стверджували, що румунська греко-католицька громада стикається з культурним і релігійним знищенням: греко-католицькі церкви нібито знищуються представниками Румунської православної церкви, чиї дії нібито користуються підтримкою румунської влади.

### XXI століття
Румунська католицька церква має статус Верховного Архієпископства. Повна його назва — «Верховне Архієпископство Фаґараш і Альба-Юлії». За даними ватиканського Annuario Pontificio в 2007 році налічувалося більше 776 000 парафіян, але за переписом населення Румунії, проведеним в 2002 році, греко-католиків було всього 191 556 осіб. Довідник catholic-hierarchy приводить цифру в 758 тисяч вірних. Більшість парафіян церкви зосереджено в північно-західних регіонах країни.
Верховному Архієпископству підпорядковані п'ять єпархій — Ораді, Лугожа, Клуж-Ґерли, Марамурешу і єпархія святого Василія Великого в Бухаресті (заснована у 2014 році). У США існує окрема єпархія румунських греко-католиків — Єпархія святого Георгія.
З 1994 року церкву очолює архієпископ Лучіан Мурешан, з 2005 року носить титул Верховного архієпископа. Резиденція глави церкви знаходиться у місті Блаж. Богослужіння в церкві ведеться румунською мовою.
29 травня 2014 року була створена Бухарестська єпархія «Святого Василія Великого» з канонічною територією, що відповідає муніципалітету Бухареста та Валахії (Ольтенія , Мунтенія та Добруджа).
19 березня 2019 р Франциск дозволив Конгрегації з канонізації святих оприлюднити указ про визнання мучеництва румунського греко-католицьких єпископів Валерія Траяна Френтіу, Васила Афтені, Айон Саего, Тит Лівью Чінес, Івана Балана, Олександр Раси і Юєм Хосса «вбитих з ненависті до віри в різних місцях Румунії між 1950 і 1970 роками», прокладаючи шлях до їх беатифікації.  2 червня 2019 р. Папа Франциск відслужив службу беатифікації єпископів-мучеників на Рівнині Свободи в Блажі.

## Ієрархія
Церковна провінція Фагарас і Альба Юлія
- Архієпархія Фаґараша і Альба-Юлії
  - Єпархія Ораді
  - Єпархія Клуж-Ґерли
  - Єпархія Лугожа
  - Єпархія Марамурешу
  - Єпархія святого Василія Великого в Бухаресті

Підпорядковується Святому Престолу
- Єпархія святого Георгія в Кантоні